# Volume 8: The Threat Is Real
Volume 8: The Threat is Real —en español: Volumen 8: La amenaza es real— es el octavo álbum de estudio de la banda de thrash metal Anthrax. El álbum salió a la venta el 21 de julio de 1998 por la discográfica Ignition Records. El álbum llegó al puesto número 118 en el Billboard 200.

## Lista de canciones
- Todas las canciones escritas por Charlie Benante, John Bush, Scott Ian, excepto las indicadas.

1. "Crush" – 4:21
2. "Catharsis"  (Bush, Ian, Benante, Bello) – 4:53
3. "Inside Out" – 5:31
4. "P & V" – 3:12
5. "604" – 0:35
6. "Toast to the Extras" – 4:24
7. "Born Again Idiot" – 4:17
8. "Killing Box" – 3:37
9. "Harms Way" – 5:13
10. "Hog Tied" – 4:36
11. "Big Fat" – 6:01
12. "Cupajoe" – 0:46
13. "Alpha Male" – 3:05
14. "Stealing from a Thief" + "Pieces" (bonus track) – 13:02

### Edición británica
1. "Crush" – 4:21
2. "Catharsis" (Bush, Ian, Benante, Bello) – 4:53
3. "Inside Out" – 5:31
4. "Piss 'n' Vinegar" – 3:12
5. "604" – 0:35
6. "Toast to the Extras" – 4:24
7. "Born Again Idiot" – 4:17
8. "Killing Box" – 3:37
9. "Harms Way" – 5:13
10. "Hog Tied" – 4:36
11. "Big Fat" – 6:01
12. "Cupajoe" – 0:46
13. "Alpha Male" – 3:05
14. "Stealing from a Thief" – 5:30
15. "Pieces" – 4:59

### Pistas adicionales
1. "Giving the Horns" – 3:34
2. "The Bends" (Jonny Greenwood, Colin Greenwood, Ed O'Brien, Phil Selway, Thom Yorke) – 3:52
  - Radiohead cover
3. "Snap/I'd Rather Be Sleeping" (Kurt Brecht, Spike Cassidy, John Menor, Eric Brecht) – 2:14
  - Dirty Rotten Imbeciles cover

## Sencillos
- "Inside Out"
- "Crush"
- "P & V"
- "Born Again Idiot"

## Créditos
- John Bush – Voz
- Scott Ian – Guitarra, coros
- Frank Bello – bajo, coros y voz en "Pieces"
- Charlie Benante – Batería, guitarra líder, percusión

### Músicos invitados
- Phil Anselmo – Coros en "Killing Box"
- Dimebag Darrell – Guitarra líder en "Inside Out" y "Born Again Idiot"
- Paul Crook - Guitarra líder en "Big Fat","Hog Tied","Killing Box" y "Stealing From A Thief"